# Daisy Betts
Daisy Betts (Sydney, 1 februari 1982) is een Australische actrice.

## Biografie
Betts werd geboren in Sydney in een gezin van vier kinderen. Voordat Betts aan haar acteercarrière begon studeerde zij bedrijfskunde en psychologie.
Betts begon in 2006 met acteren in de film Small Claims: The Reunion, waarna zij nog meerdere rollen speelde in films en televisieseries in zowel Australië als Amerika.
Betts is getrouwd met de Australische bokser Paul Miller met wie zij een kind heeft.

## Filmografie

### Films
Uitgezonderd korte films.
- 2024 Unsung Hero - als Helen Smallbone
- 2011 Georgetown - als Samantha 'Sam' Whitman
- 2010 Caught Inside - als Sam
- 2008 Shutter - als Natasha
- 2006 Small Claims: The Reunion - als Amber

### Televisieseries
Uitgezonderd eenmalige gastrollen.
- 2017 Girlfriends' Guide to Divorce - als Gemma - 6 afl.
- 2015 The Player - als Ginny - 6 afl.
- 2015 Childhood's End - als Ellie - 3 afl.
- 2014 Chicago Fire - als Rebecca Jones - 7 afl.
- 2012-2013 Last Resort - als Grace Shepard - 13 afl.
- 2011 Harry's Law - als Bethany Sanders - 3 afl.
- 2007-2011 Sea Patrol - als Sally Blake - 5 afl.
- 2010 Persons Unknown - als Janet Cooper - 13 afl.
- 2008 Out of the Blue - als Peta Lee - 59 afl.

- Biblioteca Nacional de España: XX5566637
- International Standard Name Identifier: 0000 0004 5734 4453
- Library of Congress Control Number: no2021112667
- Virtual International Authority File: 53144648265963774902